# Neocucumis
Neocucumis is een geslacht van zeekomkommers uit de familie Cucumariidae.

## Soorten
- Neocucumis atlanticus (Ludwig & Heding, 1935)
- Neocucumis cauda O'Loughlin & O'Hara, 1992
- Neocucumis doelahensis Heding & Panning, 1954
- Neocucumis kilburni Rajpal & Thandar, 1998
- Neocucumis marionii (Von Marenzeller, 1877)
- Neocucumis panamensis Heding & Panning, 1954
- Neocucumis sagamiensis (Ohshima, 1915)
- Neocucumis sordidatus (Sluiter, 1901)
- Neocucumis veleronis (Deichmann, 1941)
- Neocucumis watasei (Ohshima, 1915)